# Paepalanthus praemorsus
Paepalanthus praemorsus là một loài thực vật có hoa trong họ Eriocaulaceae. Loài này được Ruhland mô tả khoa học đầu tiên năm 1903.